# Chile en la clasificación de Conmebol para la Copa Mundial de Fútbol de 1978
La Selección de fútbol de Chile fue una de las nueve selecciones de fútbol que participaron en la clasificación de Conmebol para la Copa Mundial de Fútbol de 1978, en la que se definieron los representantes de Conmebol para la Copa Mundial de Fútbol de 1978, que se desarrolló en Argentina.

## Sistema de juego
Para la Copa Mundial de Fútbol de 1978, la Conmebol dispuso de cuatro plazas de las 24 totales del mundial. Una plaza estaba asignada automáticamente a Argentina como organizadora del mundial de 1978. Los nueve equipos restantes se agruparon en tres grupos de tres equipos cada uno. Los partidos se jugaron por el sistema de liguilla, con encuentros en casa y como visita. Los primeros de cada grupo se clasificaron a la ronda final, en donde jugaron todos contra todos en campo neutral. Los dos primeros clasificaron para el Mundial, mientras que el tercero clasificó al repechaje contra una selección europea.

## Tabla de posiciones
| Equipo    | Pts | PJ | PG | PE | PP | GF | GC | Dif |
| --------- | --- | -- | -- | -- | -- | -- | -- | --- |
| Bolivia   | 7   | 4  | 3  | 1  | 0  | 8  | 3  | +5  |
| Brasil    | 6   | 4  | 2  | 2  | 0  | 8  | 1  | +7  |
| Perú      | 6   | 4  | 2  | 2  | 0  | 8  | 2  | +6  |
| Chile     | 5   | 4  | 2  | 1  | 1  | 5  | 3  | +2  |
| Uruguay   | 4   | 4  | 1  | 2  | 1  | 5  | 4  | +1  |
| Paraguay  | 4   | 4  | 1  | 2  | 1  | 3  | 3  | 0   |
| Colombia  | 2   | 4  | 0  | 2  | 2  | 1  | 8  | –7  |
| Venezuela | 1   | 4  | 0  | 1  | 3  | 2  | 8  | –6  |
| Ecuador   | 1   | 4  | 0  | 1  | 3  | 1  | 9  | –8  |

## Partidos

### Grupo 3
| Equipo  | Pts | PJ | PG | PE | PP | GF | GC | Dif |
| ------- | --- | -- | -- | -- | -- | -- | -- | --- |
| Perú    | 6   | 4  | 2  | 2  | 0  | 8  | 2  | +6  |
| Chile   | 5   | 4  | 2  | 1  | 1  | 5  | 3  | +2  |
| Ecuador | 1   | 4  | 0  | 1  | 3  | 1  | 9  | –8  |

| 27 de febrero de 1977 | Ecuador | 0:1 (0:1) | Chile      | Estadio Modelo, Guayaquil                                |                                                          |
|                       |         | Reporte   | Gamboa 33' | Asistencia: 51.200 espectadores Árbitro(s): Jorge Romero | Asistencia: 51.200 espectadores Árbitro(s): Jorge Romero |

| 6 de marzo de 1977 | Chile       | 1:1 (1:0) | Perú        | Estadio Nacional, Santiago                                    |                                                               |
|                    | Ahumada 42' | Reporte   | Muñante 70' | Asistencia: 67.983 espectadores Árbitro(s): José Faville Neto | Asistencia: 67.983 espectadores Árbitro(s): José Faville Neto |

| 20 de marzo de 1977 | Chile                          | 3:0 (2:0) | Ecuador | Estadio Nacional, Santiago                                    |                                                               |
|                     | Figueroa 29', 55' · Castro 40' | Reporte   |         | Asistencia: 15.571 espectadores Árbitro(s): Vicente Llobregat | Asistencia: 15.571 espectadores Árbitro(s): Vicente Llobregat |

| 26 de marzo de 1977                                                                 | Perú                    | 2:0 (0:0) | Chile | Estadio Nacional, Lima                                    |                                                           |
|                                                                                     | Sotil 49' · Oblitas 55' | Reporte   |       | Asistencia: 62.000 espectadores Árbitro(s): Arnaldo Cézar | Asistencia: 62.000 espectadores Árbitro(s): Arnaldo Cézar |
| Perú clasificó a la Ronda Final de las Eliminatorias Sudamericanas para el Mundial. |                         |           |       |                                                           |                                                           |

## Goleadores
El goleador de la selección chilena durante las clasificatorias fue Elías Figueroa con 2 anotaciones. 
| Jugador             | Club                     | Goles |
| ------------------- | ------------------------ | ----- |
| Elías Figueroa      | Club Deportivo Palestino | 2     |
| Sergio Ahumada      | Everton de Viña del Mar  | 1     |
| Osvaldo Castro      | Club Jalisco             | 1     |
| Miguel Ángel Gamboa | Tecos UAG                | 1     |